# Proveedor
Un proveedor es una empresa o persona física que proporciona bienes o servicios a otras personas o empresas.
Por su función existen 3 tipos de proveedores para las empresas:

## Proveedor de bienes
Empresa o persona, que se refiere a la internacionalización o elaboración de algún producto, los cuales tienen un costo económico en el mercado, así mismo los suministradores de bienes tienen como característica principal de satisfacer una necesidad real del mercado o una empresa.

## Proveedor de servicios
Empresa o persona física, cuya actividad busca responder las necesidades del cliente, que por su característica principal de servicio es intangible, es decir que no se puede tocar, pero asimismo el servicio está apoyado por bienes tangibles para lograr dicha actividad. Ejemplo de proveedores de servicios: Compañías telefónicas, de internet, transporte de mercancías y personal, servicios públicos y para estatales como luz, agua, así como servicios de entretenimiento, televisión, mantenimiento y otros.
Es de vital importancia para las empresas establecer relaciones comerciales con este tipo de proveedores ya que una adecuada selección de estos, significará un beneficio en el funcionamiento y operación de la empresa.

## Proveedor de recursos
Empresa o persona física, cuya finalidad es satisfacer las necesidades de la empresa de recursos del tipo económico. Como los son créditos, capital para la empresa, socios, etc.
Ejemplos de proveedores de recursos son: Bancos, prestamistas, gobierno, socios capitalistas, etc.

## Mayorista
Un mayorista compra productos a los fabricantes y los revende a minoristas, distribuidores y otros clientes. Son un intermediario importante en la cadena de suministro, ya que ofrecen precios competitivos y cómodas opciones de compra.
En Estados Unidos, un mayorista puede ser un particular o una empresa. Si una pequeña empresa o una gran organización quiere revender un producto, debe existir una relación de proveedor a proveedor. Dar de alta a un proveedor implica varios pasos en el proceso, como rellenar una solicitud de crédito, registrar la tarjeta de crédito de la empresa para el pago, facilitarle el número de teléfono de su empresa y establecer las condiciones de pago.